# Corrado Pavolini
Corrado Pavolini (Firenze, 8 gennaio 1898 – Cortona, 10 aprile 1980) è stato un regista, drammaturgo, critico letterario, poeta, librettista e traduttore italiano, figlio del professore Paolo Emilio, fratello del politico e gerarca fascista Alessandro; padre del politico comunista Luca e dello storico del cinema Francesco, più noto con lo pseudonimo di Francesco Savio.

## Biografia
Nel 1919, fonda insieme all'artista Primo Conti la rivista futurista Il Centone.
Nel 1922 fonda la rivista Lo spettatore a Roma a cui segue L'enciclopedia, pubblicazione satirica a cui collabora nuovamente Primo Conti. Collaborerà anche alle riviste Il Tevere di Roma, Fiera letteraria e Italia Futurista.
Negli stessi anni pubblica varie opere e saggi in cui Pavolini dimostra tutto il proprio interesse per il futurismo e per il cubismo. Fra queste opere, si può citare F. T. Marinetti del 1924 e Cubismo, futurismo, espressionismo del 1926. Pubblicò anche varie raccolte di poesie come Odor di terra del 1928, Patria d'acque del 1933, Dediche del 1941, Natura morta del 1952 ed Ultime estreme nel 1978. La sua opera lirica viene spesso affiancata a quella di Vincenzo Cardarelli.
Pavolini lavorò anche come autore di teatro in opere come La croce del Sud del 1930, Ciro del 1941, scrisse con Gian Francesco Malipiero il libretto del dramma sinfonico Pantea dello stesso Malipiero e con Alfredo Casella La favola d'Orfeo dello stesso Casella entrambi nel 1932 e come sceneggiatore cinematografico in film come La corona di ferro (1941), L'ultimo sogno del 1946, Un fatto di cronaca girati durante la Repubblica di Salò anche se distribuiti successivamente, e Fabiola del 1949. Scrisse anche il libretto del mistero musicale Il deserto tentato (Firenze, 6 maggio 1937), ultima esperienza nel teatro musicale di Alfredo Casella.
Come regista d'Opera nel 1937 cura la regia di L'incoronazione di Poppea di Monteverdi al Giardino di Boboli a Firenze, nel 1938 di L'isola disabitata di Joseph Haydn al Teatro Comunale di Firenze. Per il Teatro La Fenice di Venezia debutta come regista con Il filosofo di campagna di Galuppi a Ca' Rezzonico nel 1938.
Nel 1939 è la volta di Le astuzie femminili di Cimarosa al Teatro della Pergola di Firenze e Aminta (Tasso) con musiche di scena di Christoph Willibald Gluck con Rossano Brazzi, Gino Cervi ed Aroldo Tieri al Giardino di Boboli.
Nel 1940 al Teatro La Fenice Arlecchino, ovvero Le finestre di Ferruccio Busoni ed Il giorno della pace di Strauss ed a Firenze Acis and Galatea di George Frideric Handel e Didone ed Enea di Purcell.
Nel 1941 al Teatro dell'Opera di Roma cura la regia della prima assoluta di Ecuba di Malipiero.
Nel 1942 è al Teatro alla Scala di Milano con Les deux journées di Cherubini ed Teatro della Pergola la prima assoluta di Cenerentola con musiche di scena di Massimo Bontempelli con Anna Proclemer ed Ernesto Calindri.
Nel 1944 è a Venezia con Carmen (opera) e a Firenze cura la regia insieme a Giulio Pacuvio di Agnes Bernauer, con intermezzi di Franz Schubert, per il dramma di Christian Friedrich Hebbel con Memo Benassi, Vittorio Gassman, Elena Zareschi, Ernesto Calindri, Ernesto Sabbatini, Tino Carraro, Guido Lazzarini, Giuseppe Ciabattini ed Alberto Archetti.
Importante la sua attività come regista radiofonico, a partire dal 1946, per la realizzazione di opere di prosa, sia nelle commedie che nei radiodrammi, quasi sempre presso le sedi Rai di Roma e Firenze, con le rispettive Compagnie di Prosa della Radio.
Nel 1949 è a Venezia per la prima assoluta di Billy Budd di Giorgio Federico Ghedini con Antonio Crast, nel 1951 al Teatro San Carlo di Napoli con Le due giornate di Cherubini, nel 1952 a Firenze con la prima assoluta di Don Chisciotte di Vito Frazzi ed a Venezia con La diavolessa di Baldassarre Galuppi, nel 1953 L'italiana in Algeri alla Scala, nel 1954 la prima assoluta di La figlia del diavolo (di cui scrive anche il libretto) di Virgilio Mortari alla Scala, nel 1955 le prime assolute di Burlesca di Antonio Veretti a Roma e nel successo di Il cappello di paglia di Firenze di Rota al Teatro Massimo Vittorio Emanuele di Palermo, nel 1956 di La vedova scaltra a Venezia, nel 1958 Il maestro di cappella di Cimarosa al Teatro Donizetti di Bergamo, nel 1959 Il filosofo di campagna, Il maestro di cappella, La serva padrona e Le cantatrici villane di Fioravanti al Teatro Carignano di Torino, nel 1960  La serva padrona, Le cantatrici villane ed Il maestro di cappella a Venezia ed Il barbiere di Siviglia (Paisiello) e Le crescendo di Cherubini all'Opéra-Comique di Parigi, nel 1961 La serva padrona, La scala di seta e Le cantatrici villane al Piccola Scala ed Ercole amante di Cavalli e La molinarella di Niccolò Piccinni alla Fenice di Venezia, nel 1962 La cambiale di matrimonio di Rossini al Conservatorio Benedetto Marcello di Venezia portata poi nel 1968 alla Fenice e nel 1974 La favola d'Orfeo di Casella alla Piccola Scala.

## Regie teatrali
- Cenerentola di Massimo Bontempelli, prima al Teatro della Pergola di Firenze il 4 giugno 1942.

## Regie radiofoniche Rai
- Antigone di Sofocle, trasmessa il 21 dicembre 1951.
- Venere illuminata, commedia di Christopher Fry, regia di C. Pavolini, trasmessa 13 marzo 1953
- Faust di Wolfgang Goethe, trasmessa il 14 ottobre 1953.
- Háry János, musica di Zoltán Kodály, trasmessa il 21 maggio 1955.
- La controversia di Pierre de Marivaux, trasmessa il 5 dicembre 1956.
- La donna del mare di Henrik Ibsen, trasmessa il 7 dicembre 1956.
- La gelosia di Anton Francesco Grazzini, trasmessa il 26 aprile 1957.
- Casa cuorinfranto di George Bernard Shaw, trasmessa il 16 ottobre 1957.
- Diario di un curato di campagna di Georges Bernanos, trasmessa il 29 aprile 1958.

## Regie televisive Rai
- L'impazienza del Capitano Tic, trasmessa il 26 agosto 1955.[senza fonte]
- La scuola delle mogli di Molière, trasmessa il 7 ottobre 1955.
- Un cappello di paglia di Firenze di Eugène Labiche, trasmessa il 6 gennaio 1956.
- La patente, trasmessa il 22 settembre 1956.
- Un bicchiere d'acqua, trasmessa il 12 ottobre 1956.
- Fedra di Jean Racine, trasmessa il 19 dicembre 1957.

## Filmografia

### Sceneggiature
- Un'avventura di Salvator Rosa, regia di Alessandro Blasetti (1940)
- La corona di ferro, regia di Alessandro Blasetti (1941)
- Un colpo di pistola, regia di Renato Castellani (1942)
- Quelli della montagna, regia di Aldo Vergano e Alessandro Blasetti (1943)
- La buona fortuna, regia di Fernando Cerchio (1944)
- Un fatto di cronaca, regia di Piero Ballerini (1944)
- L'ultimo sogno, regia di Marcello Albani (1946)
- Fabiola, regia di Alessandro Blasetti (1949)
- Rondini in volo, regia di Luigi Capuano (1949)
- Gorghi nel fiume, regia di Luigi Capuano (1950)
- Terra senza tempo, regia di Silvestro Prestifilippo (1950)
- Il bivio, regia di Fernando Cerchio (1951), sceneggiatura
- La leggenda di Genoveffa, regia di Arthur Maria Rabenalt (1962)